# Луций Цецилий Метел Диадемат
Вижте пояснителната страница за други личности с името Луций Цецилий Метел.
Луций Цецилий Метел Диадемат (на латински: Lucius Caecilius Metellus Diadematus) e политик на Римската република през 2 век пр.н.е.

## Произход и кариера
Произлиза от клон Цецилии Метелии на фамилията Цецилии. Той е вторият син на Квинт Цецилий Метел Македоник. Неговите трима братя Квинт, Марк и Гай стават консули. Двете му сестри се казват Цецилия Метела и са съпруги на Публий Корнелий Сципион Назика Серапион и Гай Сервилий Вация. Името му Диадемат означава диадема и го получава поради превръзка на рана на главата му.
Диадемат е противник на Гай Гракх. През 117 пр.н.е. той е избран за консул заедно с Квинт Муций Сцевола. Вероятно строи Виа Цецилия. След това е проконсул в Цизалпийска Галия.
През 115 пр.н.е. става цензор заедно с Гней Домиций Ахенобарб. Те изхвърлят 32 сенатори от сената. През 100 пр.н.е. се бие против Луций Апулей Сатурнин. През 99 пр.н.е. се застъпва заедно с Гай Цецилий Метел Капрарий за връщането на братовчед му Квинт Цецилий Метел Нумидийски от изгнание.